# Trigonophora jodea
Trigonophora jodea là một loài bướm đêm trong họ Noctuidae.